# Людерсгаген
Людерсгаген (нім. Lüdershagen) — громада в Німеччині, розташована в землі Мекленбург-Передня Померанія. Входить до складу району Передня Померанія-Рюген. Складова частина об'єднання громад Барт.
Площа — 13,94 км2. Населення становить 565 ос. (станом на 31 грудня 2020).